# Esa Ranta
Esa Juhani Ranta, född 14 augusti 1953 i Himango, död 29 augusti 2008 i Parikkala, var en finländsk zoolog. 
Ranta blev filosofie doktor 1981 och docent vid Helsingfors universitet 1982. Han var från 1979 verksam som forskare och assistent vid nämnda universitet, där han blev biträdande professor 1994 och professor 1998. Hans forskning gäller evolutionär populationsekologi, relaterad särskilt till miljöns spatiella struktur, men även till bland annat klimatförändringar. Han hade ett aktivt internationellt samarbete speciellt med nordiska forskare (Lund och Oslo).